# Shuggie Otis
Shuggie Otis, pseudonimo di Johnny Alexander Veliotes Jr. (Los Angeles, 30 novembre 1953), è un cantautore, polistrumentista e produttore discografico statunitense.

## Biografia
Nato a Los Angeles, Otis è figlio del pioniere del rhythm and blues, musicista ed impresario Johnny Otis, che era di discendenza greca, e di sua moglie Phyllis Walker, che era di discendenza afroamericana e filippina. Il suo soprannome Shuggie è un'abbreviazione di Sugar (equivalente inglese di "zucchero"), datogli dalla madre Phyllis da neonato. Otis ha iniziato a suonare la chitarra quando aveva due anni e ad esibirsi professionalmente con la band di supporto di suo padre a undici anni, portando spesso baffi finti e occhiali da sole affinché potesse suonare nei night club.
Otis, in primis conosciuto come chitarrista, canta e suona anche una moltitudine di strumenti. Durante la crescita e l'essere fortemente influenzato da molti musicisti blues, jazz e R&B grazie a suo padre, Otis iniziò a gravitare verso la musica popolare della sua generazione sulla scia di Jimi Hendrix, Arthur Lee e Sly Stone. Nel 1969, Al Kooper chiese ad Otis di collaborare insieme per il secondo (Kooper Session) della serie di album Super Session, in cui aveva precedentemente incluso Stephen Stills e Mike Bloomfield. Kooper e l'allora quindicenne Otis registrarono l'intero album nel giro di una settimana a New York. Tornato subito a Los Angeles, Otis si è esibito nell'album Cold Shot di suo padre ormai anziano insieme a Delmar "Mighty Mouth" Evans. Un altro album oscuro registrato dal trio è stato il rarissimo ed osé Snatch & The Poontangs, all'interno del quale Otis aveva registrato i brani sotto lo pseudonimo di Prince Wunnerful.
Un anno dopo Otis pubblicò il suo album di debutto intitolato Here Comes Shuggie Otis sotto Epic Records. Innumerevoli musicisti furono suoi ospiti al suo interno, tra cui suo padre, Leon Haywood, Al McKibbon e Wilton Felder. Ciò ha ulteriormente consolidato la sua reputazione e lo ha catapultato all'attenzione di B.B. King, che è stato citato in un numero della rivista Guitar Player del 1970 nel mentre diceva che Otis fosse il suo "nuovo chitarrista preferito". In quel periodo Otis si esibì e registrò con alcuni artisti come Frank Zappa (avendo suonato il basso elettrico nel leggendario strumentale jazz Peaches en Regalia estratto dall'album Hot Rats), Etta James, Eddie Vinson, Richard Berry, Louis Jordan e Bobby Bland. 
L'album per il quale Otis ha ricevuto più riconoscimenti è stato il secondo uscito nel 1971 sempre sotto Epic Records, Freedom Flight, soprattutto grazie alla sua hit Strawberry Letter 23. Entrambi raggiunsero rispettivamente la Billboard 200 e la Billboard Hot 100, catturando l'attenzione del chitarrista dei The Brothers Johnson George Johnson, grazie al quale venne l'idea di fare una cover per il produttore Quincy Jones che riscosse subito un gran successo. Anche se Otis suonò la maggior parte delle sue parti in studio, la formazione in quest'album era piuttosto ampia, inclusi il tastierista George Duke e il batterista Aynsley Dunbar.
Nel 1974, Otis pubblicò Inspiration Information, il suo terzo ed ultimo album per la Epic Records ultimato nel giro di quasi tre anni. Tutte le canzoni furono scritte ed arrangiate da Otis stesso, nelle quali suonò ogni strumento musicale, ad eccezione dei corni e alcuni accordi. Nonostante la lunga attesa, solo il suo brano omonimo raggiunse la Billboard Hot 100. Dopo l'uscita dell'album, Otis fu rintracciato da Billy Preston per conto dei Rolling Stones con la richiesta di unirsi a loro per il loro prossimo tour mondiale. Rifiutò non solo l'offerta in questione, ma anche la possibilità di lavorare con Quincy Jones nella produzione del suo prossimo album, motivo per il quale si guadagnò la fama di "prendersi il suo tempo" e il suo contratto discografico con la Epic Records fu terminato. Gli unici lavori accreditati di Otis durante la metà degli anni '70 furono realizzati in qualità di turnista per i progetti discografici di suo padre.
Inspiration Information è diventato un enorme cult durante gli anni '90 con l'emergere del groove e dell'acid jazz, ed è stato in particolar modo lodato da musicisti come Prince e Lenny Kravitz. Proprio per questi motivi, l'album è stato ripubblicato il 3 aprile 2001 sotto l'etichetta indipendente di David Byrne Luaka Bop, cui ristampa include tutte le nove tracce originali dell'album con l'aggiunta di quattro canzoni prese dall'album precedente, e presenta una nuova copertina con ulteriori note e foto esclusive mai viste prima.
Otis è presente in tutti i libri di suo padre, un esempio dei quali è Alligator Records Presents West Coast Blues, pubblicato nell'agosto 1988.
Otis e la Sony Music hanno fatto un affare per un'altra ristampa di Inspiration Information uscita alla fine il 20 aprile 2013, nella quale sono state aggiunte diverse tracce bonus, incluso un album di accompagnamento intitolato Wings of Love, con del materiale inedito che va dal 1975 fino ad adesso e del materiale dal vivo estratto da alcune delle sue esibizioni. 
Sempre in quell'anno Otis ha fatto un tour internazionale di promozione dell'album, insieme ad una band intitolata "Shuggie Otis Rite", inclusi l'Australia, gli Stati Uniti, l'Irlanda e il Regno Unito. Le loro esibizioni hanno ottenuto recensioni positive da parte della critica.
Un nuovo album, perlopiù strumentale, è uscito nell'aprile 2018 con il titolo di Inter-Fusion.

## Vita privata
Otis ha avuto un figlio chiamato Johnny III, conosciuto come Lucky Otis, dalla sua prima moglie Miss Mercy (Mercy Fontenot, nome vero Judith Edra Peters) delle GTOs. Subito dopo che il suo primo matrimonio finì, sposò Lillian Wilson (conosciuta come Teri), figlia del trombettista e pioniere del latin jazz Gerard Wilson, con la quale ha avuto un secondo figlio, Eric, chiamato così in onore di Eric Dolphy, che era un amico stretto del suocero. 
Entrambi i suoi figli sono musicisti. Eric ha fatto il turnista nella band di suo padre. Lucky, un bassista, ha iniziato a suonare col nonno e poi ha proseguito con la carriera solista, fondando anche il suo attuale gruppo "Otis Ledbetter" insieme a Louis Ledbetter, pronipote del musicista blues Lead Belly. Ha anche diretto un'orchestra R&B di 13 elementi, "The New Johnny Otis All-Stars", per continuare l'eredità della big band di suo nonno.

## Discografia parziale
- Here Comes Shuggie Otis (1970), Epic
- Freedom Flight (1971), Epic
- Inspiration Information (1974), Epic
- Inter-Fusion (2018), Cleopatra